# رايكرز آيلاند
رايكرز آيلاند(بالإنجليزية: Rikers Island)‏ هو السجن الرئيسي لمدينة نيويورك يقع السجن في جزيرة رايكرز المتاخمة للمدارج مطار لاغوارديا.
ويدار السجن من قبل إدارة مدينة نيويورك للتصحيح، التي خصص لها ميزانية سنوية تبلغ 860 مليون دولار في السنة، يبلغ عدد موظفين السجن 9000 من الضباط و1500 من المدنيين. عرف السجن بالسمعة السيئة و إساءة معاملة السجناء التي اجتذبت اهتمام وسائل الإعلام والتدقيق القضائي التي أسفرت عن العديد من القرارات ضد حكومة مدينة نيويورك.
في مايو 2013، صنف السجن كواحد من أسوأ عشرة سجون في الولايات المتحدة، بناء على تقارير في مجلة ماذر جونز.

## متحف صور

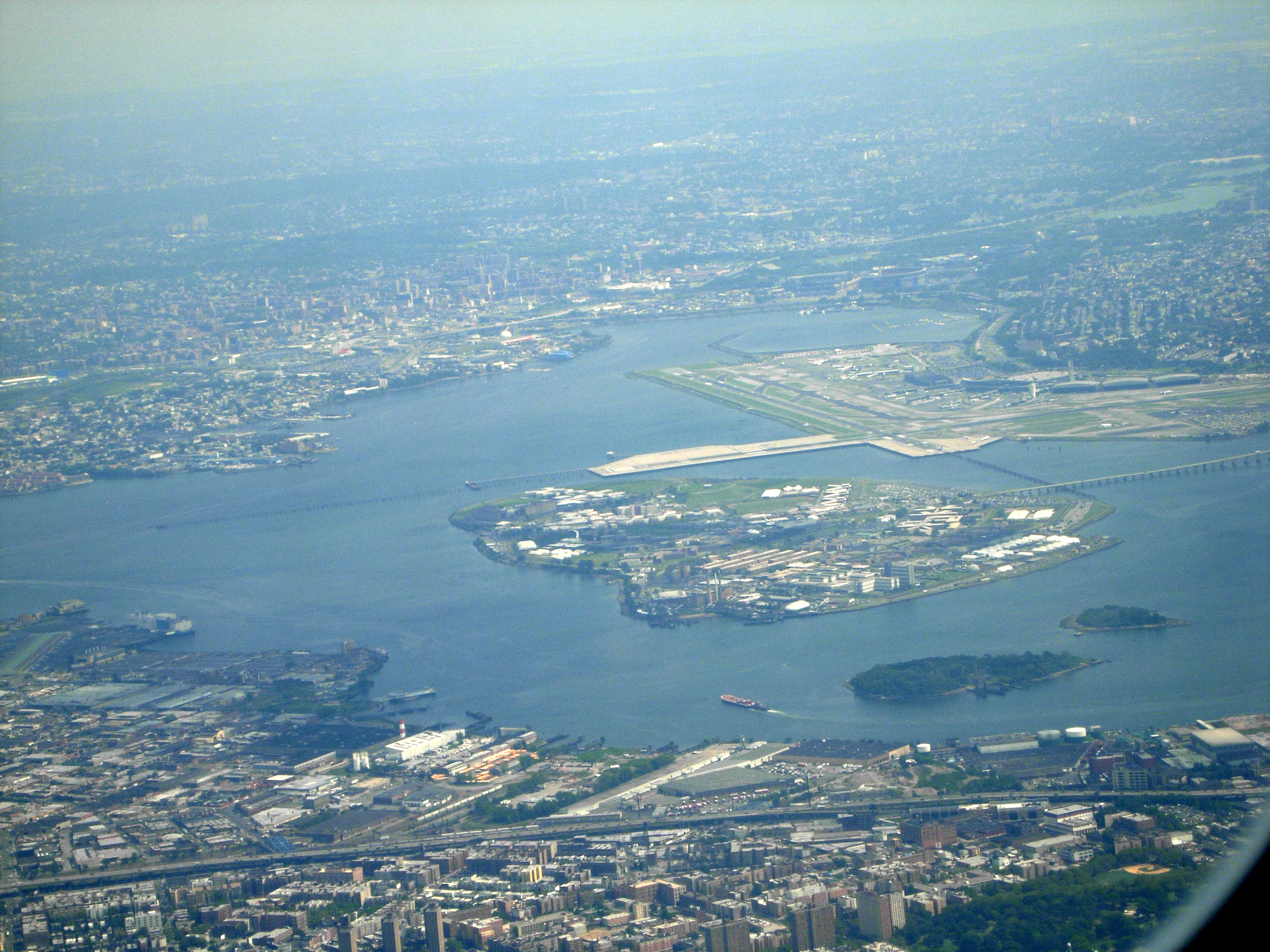
صورة جوية لجزيرة رايكرز
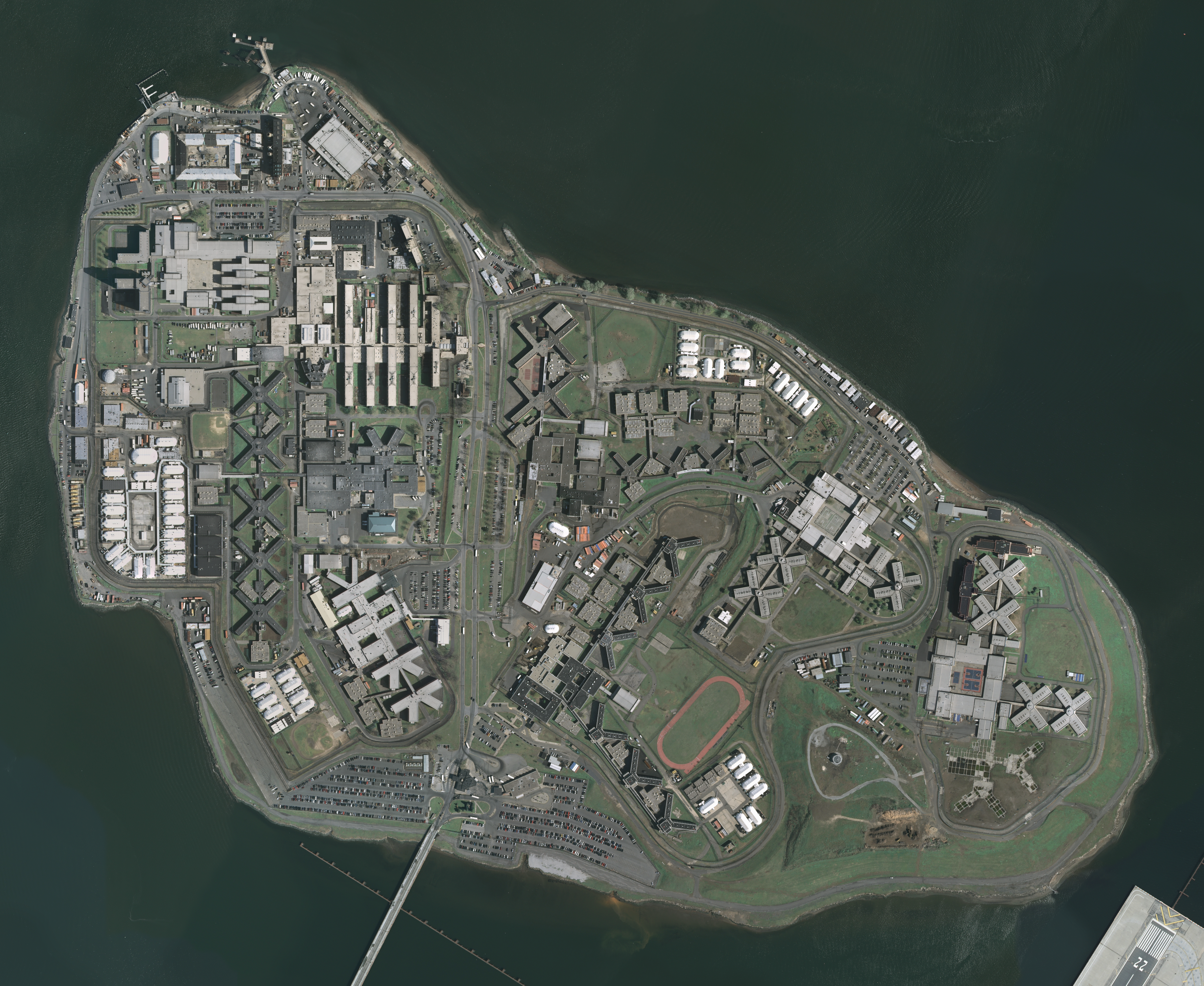
صور جوية تفصيلية لرايكرز آيلاند

## وصلات خارجية
- Jennifer Gonnerman, "Before the Law", النيويوركر, October 6, 2014, pp. 26–32.
- CRIPA Investigation of the New York City Department of Correction Jails on Rikers Island, August 4, 2014 Published by the New York Times